# Ich-Störung
Als Ich-Störungen werden Erlebensweisen bezeichnet, bei denen es zu Störungen der Ich-Umwelt-Grenze im Sinne einer Störung des personalen Einheitserlebens („Ich-Erleben“) kommt.
Der Begriff der Ich-Störung umfasst einen Komplex an Symptomen, welche sich phänotypisch teils deutlich voneinander unterscheiden.
Zum einen kann hier eine reine Störung der Ich-Umweltgrenze vorliegen, wie z. B. bei der Depersonalisation, wo sich die jeweilige Person von sich selbst entfremdet fühlt, oder einer fehlenden Fähigkeit, das eigene Ich als von der Umwelt abgegrenzt wahrzunehmen.
Zum anderen können Phänomene auftreten, bei denen die eigenen Erlebnisinhalte und Handlungen, insbesondere auf der Ebene des Denkens, als von außen manipuliert wahrgenommen werden, was auch als Fremdbeeinflussungserleben bezeichnet wird.
Erstgenanntes führt psychodynamisch häufig nicht zu veränderten Verhaltensweisen, wird aber von den Betroffenen zumeist als äußerst unangenehm empfunden.
Bei einer gestörten Ich-Wahrnehmung im Sinne eines Fremdbeeinflussungserlebens ist hierdurch häufig zusätzlich das Kriterium einer Wahnsymptomatik gegeben, bzw. der Übergang fließend, welche den Betroffenen unter Umständen zu gestörten Verhaltensweisen führt.
Gemeinsames Charakteristikum ist die herabgesetzte Abgrenzbarkeit der eigenen Identität von der Umwelt.

## Systematisierung
Ich-Störungen bilden eine Symptomgruppe des psychopathologischen Befundes und lassen sich in solche mit Fremdbeeinflussungserleben (z. B. auf der Ebene des Denkens oder der Körpermotorik), und solche, welche nur die Wahrnehmung betreffen, unterscheiden:
| Mit Fremdbeeinflussungserleben                                                                                     |  | Rein auf der emotionalen Empfindungsebene |
| - Gedankenentzug - Gedankenausbreitung - Gedankeneingebung - Fremdsteuerung von Körperfunktionen oder des Handelns |  | - Derealisation - Depersonalisation       |

## Vorkommen
Ich-Störungen sind Symptome, die bei psychotischen Erkrankungen wie Schizophrenie, hirnorganischen Syndromen, als epileptische Aura sowie durch psychotrope Substanzen aber auch schon beispielsweise bei Übermüdung auftreten können (hier allerdings meist ohne Fremdbeeinflussungserleben, welches eher für psychotische Erkrankungen, insbesondere die Schizophrenie typisch ist). Sie sind von verschiedenen Formen des Wahns und den Denkstörungen, Orientierungsstörungen und Sinnestäuschungen abzugrenzen.